# ジャン・フランソワ・マタラ
ジャン・フランソワ・マタラ（Jean François Matrat、1856年9月15日 - 1921年6月28日）は、明治時代から大正時代にかけて長崎県で活動したパリ外国宣教会に所属したフランス人のキリスト教（カトリック）宣教師・司祭である。

## 生涯
1856年9月15日、フランスのリヨンに生まれる。1878年9月7日、パリの神学校に入学。 1881年9月26日、司祭に叙階。同年（明治14年）、日本へ赴任。
1887年（明治20年）、プティジャン神父により平戸と黒島の教区主任に任じられ、1891年（明治24年）には赤痢が流行していた平戸・生月島へ赴き、自身も罹患するも聖餐（聖体拝領）と洗礼を授け続けた。在任中に目も患うようになったが、平戸では紐差教会や宝亀教会の設計を行い、生月で山田教会、黒島では黒島天主堂を拠点にミッションスクールの建設に奔走。
晩年は喘息やリウマチにも悩まされながらも告解に耳を傾けるなどし続けつつ、1918年（大正7年）には田平天主堂建設にも関与。
1921年（大正10年）6月28日、紐差教会に近い平戸の田崎にて死去。田崎墓地に埋葬された。